# 金谷二十四友
金谷二十四友是西晋惠帝时期，一个依附于鲁国公贾谧，以政治为主的文学团体。

## 历史
金谷園是巨富石崇於洛陽打造之名園，冠绝一时，每次宴客，必命寵姬綠珠出來歌舞侑酒。所謂二十四友即以大富豪石崇為首，加上欧阳建、潘岳、陆机、陆云、繆徵、杜斌、挚虞、诸葛诠、王粹、杜育、邹捷、左思、崔基、刘瓌、和郁、周恢、牵秀、陈眕、郭彰、许猛、刘讷、刘舆、刘琨等二十四人，他们经常聚在洛阳金谷园，谈论时政，吟诗作赋，谈论文学，被人称为“金谷二十四友”。
元康六年（296年），征西大将军祭酒王诩当还长安，石崇与苏绍和潘岳等三十人在金谷园为他送行。谢安曾谓此次金谷遊宴中以苏绍最优秀，他是石崇的姐夫，苏愉的儿子。但蘇紹本人未在二十四友之列。
永康元年（300年），趙王司马伦等发动政变废皇后賈南風，賈謐伏诛，稍后石崇、潘岳、欧阳建、杜斌等亦被殺。石崇死後，家產被沒收，金谷园就此败落。唐代许浑有《金谷园》詩：“三惑沉身是此园，古藤荒草野禽喧。二十四友一朝尽，爱妾坠楼何足言。”

## 金谷二十四友
- 石崇（249年生）
- 欧阳建（260年代生）
- 潘岳（247年生）
- 陆机（261年生）
- 陆云（262年生）
- 繆徵
- 杜斌
- 挚虞（240年代生）
- 诸葛诠
- 王粹（260年代生）
- 杜育
- 邹捷
- 左思（約250年生）
- 崔基
- 刘瓌
- 和郁
- 周恢
- 牵秀
- 陈眕
- 郭彰
- 许猛
- 刘讷
- 刘舆（265年生）
- 刘琨（270年生）